# 浦野浅右衛門
浦野 浅右衛門（うらの あさえもん、生没年不詳）とは明治時代の東京の地本問屋。

## 来歴
明治時代に東京府寺島村45番地において地本問屋を営業している。山崎年信、歌川房種、楊洲周延の錦絵を出版している。

## 作品
- 山崎年信 「鹿児島戦闘記」 大判3枚続 錦絵 明治10年（1877年） 国立国会図書館所蔵
- 歌川房種 「皇后様神戸天神藤御遊覧の図」 大判3枚続 錦絵 明治11年（1878年）
- 楊洲周延 「高貴上覧石橋図」 大判3枚続 錦絵 明治13年（1880年）